# NGC 6043
NGC 6043 este o galaxie activă situată în constelația Hercule. A fost descoperită în 27 iunie 1886 de către Lewis A. Swift.